# محرر أدبي
محرر أدبي (بالإنجليزية: literary editor)‏ هو محرر في صحيفة، مجلة أو أي وسيلة نشر مماثلة، يتعامل مع الجوانب المتعلقة بالأدب والكتب، ويقوم باستعراضها ومراجعتها. والمحرر الأدبي قد يساعد أيضا في تحرير الكتب، من خلال تقديم خدمات مثل تصحيح تحرير نسخ التجارب المطبعية، والنقد الأدبي.